# Jean-Pierre Hansen
Jean-Pierre Hansen (ur. 3 grudnia 1957) – francuski judoka.
Zajął siódme miejsce na mistrzostwach świata w 1987. Mistrz Europy w 1987 i w drużynie w 1986. Brązowy medalista igrzysk śródziemnomorskich w 1987. Mistrz Francji w 1980 i 1986 roku.